# Farní sbor Českobratrské církve evangelické v Hořicích v Podkrkonoší
Farní sbor Českobratrské církve evangelické v Hořicích v Podkrkonoší je sborem Českobratrské církve evangelické v Hořicích v Podkrkonoší. Sbor spadá pod Královéhradecký seniorát.
Sbor administruje farář Marek Bárta.